# Astrakhan oblast
Astrakhan oblast er en af 46 oblaster i Den Russiske Føderation. Oblasten har et areal på 49.024 km² og 946.429 (2024) indbyggere. Det administrative center i oblasten er placeret i byen Astrakhan, der har 465.990 (2025) indbyggere. Andre større byer i oblasten er Akhtúbinsk (russisk: Ахтубинск) med 35.635 (2021) indbyggere og Snamensk (russisk: Знаменск) der har 23.487 (2025) indbyggere.

## Geografi
Mod nord grænser oblasten op til Volgograd oblast, mod vest til Republikken Kalmykija, mod øst til Kasakhstan og mod syd til Det Kaspiske Hav. Volgafloden løber igennem Astrakhan oblast og flodens delta udgør oblastens sydlige del. Den største by i oblasten er Astrakhan.

## Historie
Guvernementet Astrakhan blev oprettet i Zar-rusland 1717 af Peter den Store og var da den sydvestlige udpost i riget. Områdets grænser har ændret sig flere gange siden. De nuværende grænser er fra i 1957.